# Lista de modelos de veículos da Holden
Esta é uma lista de modelos de veículos da Holden, ou seja, uma lista que traz os carros produzidos pela Holden.
- Adventra
- Apollo
- Astra
- Barina
- Belmont
- Brougham
- Calibra
- Camira
- Captiva
- Combo
- Commodore
- Cruze
- Drover
- Efijy
- Epica
- FE
- FX
- Frontera
- Gemini
- HSV Cabrio
- Jackaroo
- Kingswood
- Monaro
- Nova
- Panel Van
- Premier
- Rodeo
- Sandman
- Special
- Standard
- Statesman
- Suburban
- Sunbird
- Tigra
- Torana
- Ute
- Vectra
- Viva
- Zafira